# Cébazat
Cébazat – miejscowość i gmina we Francji, w regionie Owernia-Rodan-Alpy, w departamencie Puy-de-Dôme.
Według danych na rok 1990 gminę zamieszkiwały 7562 osoby, a gęstość zaludnienia wynosiła 755 osób/km² (wśród 1310 gmin Owernii Cébazat plasuje się na 23. miejscu pod względem liczby ludności, natomiast pod względem powierzchni na miejscu 807.).

## Współpraca
- Gerstetten, Niemcy